# Минбашылы
Минбашылы (азерб. Minbaşılı) — село в Джебраильском районе Азербайджана, расположенное на Приаракской равнине, в 6 км к югу от города Джебраил, на правом берегу реки Чайлаг (левый приток Аракса).

## Топонимика
Село носит наименование поколения минбашылы, проживавшего в селе.

## История
В XIX веке село состояло из нескольких оймаков (становищ) в местности Кёхнакишлак. Позднее население поселилось в этой местности, известном как Параятаг. В селе проживало два поколения: минбашылы и джафаралылар.
В советские годы село входило в состав одноимённого сельсовета Джебраильского района Азербайджанской ССР. В селе были расположены средняя школа, библиотека, дом культуры и медицинский пункт. В результате Первой карабахской войны в августе 1993 года перешло под контроль непризнанной Нагорно-Карабахской Республики и согласно её административно-территориальному делению, входило в состав Гадрутского района.
23 октября 2020 года президент Азербайджана Ильхам Алиев объявил, что «азербайджанская армия освободила» село Минбашылы. В этот же день Министерство обороны Азербайджана опубликовало видеокадры, на которых, как утверждает, запечатлено село Минбашылы под контролем Азербайджана.

## Население
По данным издания «Административное деление АССР», подготовленного в 1933 году Управлением народно-хозяйственного учёта Азербайджанской ССР (АзНХУ), по состоянию на 1 января 1933 года в селе Минбашылы, входившем в состав Дашвейсаллинского сельсовета Джебраильского района Азербайджанской ССР, было 45 хозяйств и проживало 237 жителей. Всё население сельсовета составляли азербайджанцы (в источнике — «тюрки»).
В 1981 году в селе проживало 235 человек. Население села занималось животноводством, возделыванием пшеницы, виноградарством и шелководством.